# Barbara Hund
Barbara Hund est une joueuse d'échecs allemande puis suisse née le 10 octobre 1959 à Darmstadt. Elle a le titre de grand maître international féminin depuis 1982.
Au 1er juin 2017, elle est la quatrième joueuse suisse avec un classement Elo de 2 142 points.

## Vie privée et famille
Barbara Hund a épousé en 1990 le rédacteur en chef du magazine suisse Die Schachwoche, Peter Bolt, avec qui elle a eu une fille. Elle travaille dans une société d'assurances.
La sœur de Barbara Hund, Isabel Hund, née en 1962, fut championne d'Allemagne en 1980 et 1989.

## Championne de Suisse et d'Allemagne
Barbara Hund fut championne d'Allemagne à trois reprises (en 1978, 1982 et 1984) et championne de Suisse en 1993. 

## Compétitions par équipe
Barbara Hund a représenté l'Allemagne lors des six olympiades de 1978 à 1988. Elle remporta la médaille de bronze par équipe et la médaille d'argent individuelle au troisième échiquier en 1978. Lors de sa deuxième participation en 1980, elle remporta la médaille de bronze individuelle au deuxième échiquier.
Avec la Suisse, elle a disputé neuf olympiades de 1992 à 2014 et gagné deux médailles de bronze individuelles au deuxième échiquier (en 1994 et 2004).

## Championnats du monde
Barbara Hund s'est qualifiée à deux reprises pour le tournoi interzonal féminin du cycle des candidates au championnat du monde d'échecs féminin. En 1979, elle marqua six points sur quinze et finit à la quatorzième place (sur dix-sept joueuses). En 1982, elle fut quatrième ex aquo du tournoi interzonal de Bad Kissingen et seules les trois premières étaient qualifiées pour les matchs des candidates.